# The Bonesetter's Daughter (opéra)
The Bonesetter's Daughter est un opéra en un prologue et deux actes de Stewart Wallace sur un livret de Amy Tan. Il est créé le 13 septembre 2008 par le San Francisco Opera au War Memorial Opera House à San Francisco.

## Distribution
- Ruth Kamen   soprano
- LuLing  	mezzo-soprano 	Zheng Cao
- Chère Tante 	Kunju mezzo 	Qian Yi
- Chang  	basse 	   Hao Jiang Tian
- Grand Prêtre taoiste    ténor 	  Wu Tong
- Art Kamen 	baryton 	James Maddalena
- Arlene Kamen 	mezzo-soprano 	Catherine Cook
- Marty Kamen 	baryton-basse 	Valery Portnov
- Dory Kamen 	 soprano 	Madelaine Matej
- Fia Kamen 	 soprano 	Rose Frazier
- Chang's (première épouse) 	 soprano 	    Mary Finch
- Chang's (deuxième épouse) 	 mezzo-soprano 	    Natasha Ramirez Leland
- Chang's (troisième épouse) 	  mezzo-soprano 	Erin Neff
- Acrobates 	Dalian Acrobatic Troupe

## Argument
Prologue — Dragon Dance – 
- Acte 1, scene 1 – Restaurant, San Francisco, 1997
- Acte 1, scene 2 – Immortal Heart, a village en dehors de Pékin, 1930s
- Acte 2, scene 1 – Port de Hong Kong , 1940s
- Acte 2, scene 2 – Chambre d'hopital, San Francisco, 1997